# Перієць (комуна, Олт)
Перієць, Перієці (рум. Perieți) — комуна у повіті Олт в Румунії. До складу комуни входять такі села (дані про населення за 2002 рік):
- М'єрлештій-де-Сус (655 осіб)
- Мегура (677 осіб)
- Перієць (946 осіб)

Комуна розташована на відстані 122 км на захід від Бухареста, 15 км на схід від Слатіни, 59 км на схід від Крайови.

## Населення
За даними перепису населення 2002 року у комуні проживали 4046 осіб, усі — румуни. Усі жителі комуни рідною мовою назвали румунську.
Склад населення комуни за віросповіданням:
| Релігія     | Кількість осіб | Відсоток |
| ----------- | -------------- | -------- |
| православні | 4041           | 99,9%    |
| баптисти    | 5              | 0,1%     |

## Зовнішні посилання
- Дані про комуну Перієць на сайті Ghidul Primăriilor